# Tirrena-Adriàtica 2008
La Tirrena-Adriàtica 2008, 43a edició d'aquesta cursa ciclista per etapes, tingué lloc entre el 12 i 18 de març de 2008. La cursa prengué la sortida a Civitavecchia i finalitzà a San Benedetto del Tronto.

## Etapes

### Etapa 1 -12 de marçde2008:Civitavecchia—Civitavecchia, 160 km
|   | Ciclista            | Equip            | Temps      |
| - | ------------------- | ---------------- | ---------- |
| 1 | Óscar Freire        | Rabobank         | 4h 10' 01" |
| 2 | Alessandro Petacchi | Team Milram      | m. t.      |
| 3 | José Joaquín Rojas  | Caisse d'Epargne | m. t.      |
| 4 | Erik Zabel          | Team Milram      | m. t.      |
| 5 | Baden Cooke         | Barloworld       | m. t.      |

|   | Ciclista            | Equip                  | Temps      |
| - | ------------------- | ---------------------- | ---------- |
| 1 | Óscar Freire        | Rabobank               | 4h 09' 51" |
| 2 | Alessandro Petacchi | Team Milram            | +4"        |
| 3 | José Joaquín Rojas  | Caisse d'Epargne       | +6"        |
| 4 | Mikhaïl Ignàtiev    | Tinkoff Credit Systems | +7"        |
| 5 | Yuriy Krivtsov      | Ag2r-La Mondiale       | +8"        |

### Etapa 2 -13 de marçde2008:Civitavecchia—Gubbio, 203 km
|   | Ciclista          | Equip                    | Temps      |
| - | ----------------- | ------------------------ | ---------- |
| 1 | Raffaele Illiano  | Serramenti Diquigiovanni | 5h 01' 10" |
| 2 | Enrico Gasparotto | Barloworld               | m.t        |
| 3 | Niklas Axelsson   | Serramenti Diquigiovanni | + 3"       |
| 4 | Linus Gerdemann   | Team High Road           | + 9"       |
| 5 | Riccardo Riccò    | Saunier Duval-Scott      | + 17"      |

|   | Ciclista          | Equip                    | Temps      |
| - | ----------------- | ------------------------ | ---------- |
| 1 | Enrico Gasparotto | Barloworld               | 9h 11' 05" |
| 2 | Niklas Axelsson   | Serramenti Diquigiovanni | + 2"       |
| 3 | Linus Gerdemann   | Team High Road           | + 6"       |
| 4 | Riccardo Riccò    | Saunier Duval-Scott      | + 23"      |
| 5 | Eros Capecchi     | Saunier Duval-Scott      | m.t        |

### Etapa 3 -14 de març,2008:Gubbio—Montelupone, 195 km
|   | Ciclista          | Equip                    | Temps      |
| - | ----------------- | ------------------------ | ---------- |
| 1 | Joaquim Rodríguez | Caisse d'Epargne         | 4h 49' 59" |
| 2 | Danilo Di Luca    | L.P.R. Brakes            | + 12"      |
| 3 | Niklas Axelsson   | Serramenti Diquigiovanni | m. t.      |
| 4 | Thomas Lövkvist   | Team High Road           | m. t.      |
| 5 | Leonardo Piepoli  | Saunier Duval-Scott      | + 17"      |

|   | Ciclista          | Equip                    | Temps       |
| - | ----------------- | ------------------------ | ----------- |
| 1 | Niklas Axelsson   | Serramenti Diquigiovanni | 13h 56' 14" |
| 2 | Enrico Gasparotto | Barloworld               | + 10"       |
| 3 | Joaquim Rodríguez | Caisse d'Epargne         | + 18"       |
| 4 | Linus Gerdemann   | Team High Road           | + 24"       |
| 5 | Danilo Di Luca    | L.P.R. Brakes            | + 32"       |

### Etapa 4 -15 de marçde2008:Porto Recanati—Civitanova Marche, 166 km
|   | Ciclista            | Equip            | Temps      |
| - | ------------------- | ---------------- | ---------- |
| 1 | Alessandro Petacchi | Team Milram      | 3h 59' 58" |
| 2 | Óscar Freire        | Rabobank         | m. t.      |
| 3 | Filippo Pozzato     | Liquigas         | m. t.      |
| 4 | Gerald Ciolek       | Team High Road   | m. t.      |
| 5 | José Joaquín Rojas  | Caisse d'Epargne | m. t.      |

|   | Ciclista          | Equip                    | Temps       |
| - | ----------------- | ------------------------ | ----------- |
| 1 | Niklas Axelsson   | Serramenti Diquigiovanni | 17h 56' 12" |
| 2 | Enrico Gasparotto | Barloworld               | + 10"       |
| 3 | Joaquim Rodríguez | Caisse d'Epargne         | + 18"       |
| 4 | Linus Gerdemann   | Team High Road           | + 24"       |
| 5 | Danilo Di Luca    | L.P.R. Brakes            | + 32"       |

### Etapa 5 -16 de marçde2008:Macerata—Recanati, 26 km CRI
|   | Ciclista          | Equip               | Temps    |
| - | ----------------- | ------------------- | -------- |
| 1 | Fabian Cancellara | Team CSC            | 33' 41"  |
| 2 | David Zabriskie   | Slipstream-Chipotle | + 22"    |
| 3 | Thomas Lövkvist   | Team High Road      | + 52"    |
| 4 | Markus Fothen     | Gerolsteiner        | + 56"    |
| 5 | Enrico Gasparotto | Barloworld          | + 1' 00" |

|   | Ciclista          | Equip          | Temps       |
| - | ----------------- | -------------- | ----------- |
| 1 | Fabian Cancellara | Team CSC       | 18h 30' 47" |
| 2 | Enrico Gasparotto | Barloworld     | + 16"       |
| 3 | Thomas Lövkvist   | Team High Road | + 40"       |
| 4 | Linus Gerdemann   | Team High Road | + 46"       |
| 5 | Markus Fothen     | Gerolsteiner   | + 53"       |

### Etapa 6 -17 de marçde2008:Civitanova Marche—Castelfidardo, 196 km
|   | Ciclista          | Equip            | Temps      |
| - | ----------------- | ---------------- | ---------- |
| 1 | Óscar Freire      | Rabobank         | 4h 46' 44" |
| 2 | Filippo Pozzato   | Liquigas         | m. t.      |
| 3 | Danilo Di Luca    | L.P.R. Brakes    | m. t.      |
| 4 | Giovanni Visconti | Quick Step       | m. t.      |
| 5 | Tadej Valjavec    | Ag2r-La Mondiale | m. t.      |

|   | Ciclista          | Equip                    | Temps       |
| - | ----------------- | ------------------------ | ----------- |
| 1 | Fabian Cancellara | Team CSC                 | 23h 17' 31" |
| 2 | Enrico Gasparotto | Barloworld               | + 16"       |
| 3 | Thomas Lövkvist   | Team High Road           | + 40"       |
| 4 | Markus Fothen     | Gerolsteiner             | + 53"       |
| 5 | Niklas Axelsson   | Serramenti Diquigiovanni | + 1' 32"    |

### Etapa 7 -18 de marçde2008:San Benedetto del Tronto—San Benedetto del Tronto, 176 km
|   | Ciclista          | Equip                    | Temps      |
| - | ----------------- | ------------------------ | ---------- |
| 1 | Francesco Chicchi | Liquigas                 | 4h 50' 50" |
| 2 | Danilo Napolitano | Lampre                   | m. t.      |
| 3 | Mark Cavendish    | Team High Road           | m. t.      |
| 4 | Robbie McEwen     | Silence-Lotto            | m. t.      |
| 5 | Danilo Hondo      | Serramenti Diquigiovanni | m. t.      |

|   | Ciclista          | Equip                    | Temps       |
| - | ----------------- | ------------------------ | ----------- |
| 1 | Fabian Cancellara | Team CSC                 | 28h 08' 21" |
| 2 | Enrico Gasparotto | Barloworld               | + 16"       |
| 3 | Thomas Lövkvist   | Team High Road           | + 40"       |
| 4 | Markus Fothen     | Gerolsteiner             | + 53"       |
| 5 | Niklas Axelsson   | Serramenti Diquigiovanni | + 1' 32"    |

## Classificacions finals

### Classificació general
|    | Ciclista              | Equip                    | Temps      |
| -- | --------------------- | ------------------------ | ---------- |
| 1  | Fabian Cancellara     | Team CSC                 | 28h 06'01" |
| 2  | Enrico Gasparotto     | Barloworld               | + 16"      |
| 3  | Thomas Lövkvist       | Team High Road           | + 40"      |
| 4  | Markus Fothen         | Gerolsteiner             | + 53"      |
| 5  | Niklas Axelsson       | Serramenti Diquigiovanni | + 1'32"    |
| 6  | Gustav Larsson        | Team CSC                 | + 1'36"    |
| 7  | Filippo Pozzato       | Liquigas                 | + 1'44"    |
| 8  | Ryder Hesjedal        | Slipstream-Chipotle      | + 1'53"    |
| 9  | Francisco Javier Vila | Lampre                   | + 2'34"    |
| 10 | Tom Stubbe            | La Française des Jeux    | + 2'45"    |

### Classificació de la muntanya
|   | Ciclista              | Equip             | Punts |
| - | --------------------- | ----------------- | ----- |
| 1 | Lloyd Mondory         | Ag2r-La Mondiale  | 16    |
| 2 | Juan José Oroz Ugalde | Euskaltel-Euskadi | 15    |
| 3 | Renaud Dion           | Ag2r-La Mondiale  | 11    |

### Classificació dels punts
|   | Ciclista            | Equip       | Punts |
| - | ------------------- | ----------- | ----- |
| 1 | Óscar Freire        | Rabobank    | 34    |
| 2 | Enrico Gasparotto   | Barloworld  | 29    |
| 3 | Alessandro Petacchi | Team Milram | 24    |

### Classificació dels joves
|   | Ciclista            | Equip          | Temps       |
| - | ------------------- | -------------- | ----------- |
| 1 | Thomas Lövkvist     | Team High Road | 28h 09' 01" |
| 2 | Giovanni Visconti   | Rabobank       | + 3'20"     |
| 3 | Sebastian Langeveld | Quick Step     | + 8'20"     |

### Classificació per equips
|   | Equip          | País         | Temps |
| - | -------------- | ------------ | ----- |
| 1 | Team High Road | Estats Units |       |

### Evolució de les classificacions
| Etapa (Vencedor)               | Classificació general | Classificació per punts | Classificació de la muntanya | Classificació dels joves | Classificació per equips |
| ------------------------------ | --------------------- | ----------------------- | ---------------------------- | ------------------------ | ------------------------ |
| 0Etapa 1 (Óscar Freire)        | Óscar Freire          | Óscar Freire            | Yuriy Krivtsov               | José Joaquín Rojas       |                          |
| 0Etapa 2 (Raffaele Illiano)    | Enrico Gasparotto     | Raffaele Illiano        | Niklas Axelsson              | Riccardo Riccò           | Ag2r-La Mondiale         |
| 0Etapa 3 (Joaquim Rodríguez)   | Niklas Axelsson       | Enrico Gasparotto       | Lloyd Mondory                | Thomas Lövkvist          | Serramenti Diquigiovanni |
| 0Etapa 4 (Alessandro Petacchi) | Niklas Axelsson       | Enrico Gasparotto       | Lloyd Mondory                | Thomas Lövkvist          | Serramenti Diquigiovanni |
| 0Etapa 5 (Fabian Cancellara)   | Fabian Cancellara     | Enrico Gasparotto       | Lloyd Mondory                | Thomas Lövkvist          | Team High Road           |
| 0Etapa 6 (Óscar Freire)        | Fabian Cancellara     | Óscar Freire            | Juan José Oroz               | Thomas Lövkvist          | Team High Road           |
| 0Etapa 7 (Francesco Chicchi)   | Fabian Cancellara     | Óscar Freire            | Lloyd Mondory                | Thomas Lövkvist          | Team High Road           |
| 0Final                         | Fabian Cancellara     | Óscar Freire            | Lloyd Mondory                | Thomas Lövkvist          | Team High Road           |